# Wenn die Nacht beginnt
Wenn die Nacht beginnt (1995) ist ein kanadischer Film von Patricia Rozema über die Liebe einer christlichen Lehrerin (Pascale Bussières) zu einer Zirkusartistin (Rachael Crawford).

## Handlung
Camille Baker und ihr Lebensgefährte Martin sind Lehrer an einem christlichen College in einer kanadischen Kleinstadt. Ihnen wird angeboten, gemeinsam als Dekane zu arbeiten, aber dafür müssten sie heiraten. Während Martin dieser Idee sehr zugeneigt ist, hat Camille Zweifel. Durch den Tod ihres Hundes erschüttert, trifft sie in einer Wäscherei auf eine junge Frau names Petra, die kaum zu verbergen versucht, dass sie sich zu Camille hingezogen fühlt. Ihre Kleider werden vertauscht, und so sehen sie sich bald wieder.
Eine vorsichtige Freundschaft keimt auf, wobei Camille jedoch vor den unverhohlenen Annäherungsversuchen der jungen Zirkusartistin zurückschreckt. Sie versucht, ihre Beziehung zu Martin zu festigen, aber als er für ein paar Tage verreist, wendet sie sich erneut Petra zu. Petras Lebenshunger und Abenteuerlust reißt Camille mit, als Petra sie zum Drachenfliegen mitnimmt. Nach einem jähen Sturz, der dadurch ausgelöst wird, dass Camille in der Luft ohnmächtig wird, gehen die beiden Frauen in Camilles Wohnung. Dort startet Petra einen zärtlichen Verführungsversuch, als plötzlich der Reverend vor der Tür steht und Camille sprechen will. Völlig verstört und mit einem gehörig schlechten Gewissen sucht diese nach einer Rechtfertigung für Petras Anwesenheit.
Als Petra im anderen Raum mithört, wie Camille sie, während sie den Reverend zur Tür bringt, als „ziemlich gestört“ bezeichnet, klettert sie heimlich aus dem Fenster und läuft fort. Schuldbewusst folgt ihr Camille in den Zirkus, wo die beiden schließlich eine leidenschaftliche Nacht miteinander verbringen.
Timothy, der Chef des Zirkus, hat derweil mehr und mehr Streit mit seiner Lebensgefährtin Tory, die sich ein geordneteres Leben wünscht. Sie droht wiederholt, ihn zu verlassen.
Martin kehrt inzwischen verfrüht von seiner Reise zurück und folgt den Spuren seiner Freundin zum Zirkus, wo er die beiden Frauen zusammen sieht. Schockiert wendet er sich ab und stellt Camille ein Ultimatum. Diese ist unsicher und betrinkt sich. Dann nimmt sie ihren toten Hund, den sie im Tiefkühlfach versteckt hatte, und geht in die kalte Nacht hinaus, um ihn zu begraben.
Einige Zeit später finden zwei mit Petra bekannte Drachenflieger Camille sturzbetrunken und halb erfroren im Schnee. Sie rufen einen Krankenwagen und auch Petra zu Hilfe. Diese kuschelt sich an Camille, während sie auf Hilfe warten, sie betet und verspricht, ihre Geliebte zu lieben, und zu ehren und ihr beizustehen in guten wie in schlechten Tagen. Sie gehen zusammen fort und schließen sich wieder dem Zirkus an.
Tory verlässt schließlich Timothy und bleibt in der Stadt, wo sie schon bald auf den frisch verlassenen Martin trifft. Die beiden wenden sich einander zu, während sich in der verschneiten Landschaft nahe der Stadt Camilles Hund aus dem Boden wühlt und in die Ferne davonläuft.

## Hintergrund

### Musik
- Der Song am Ende des Films ist Leonard Cohens „Hallelujah“.

### Kritiken
- Prisma findet, „die kanadische Regisseurin Patricia Rozema [folgt] auch hier wieder dem Motto, dass das Leben oft eine seltsame Sache ist. Sie erzählt auf sehr einfühlsame Weise eine fast schon romantische Liebesgeschichte zwischen zwei Frauen, ohne dabei auf voyeuristische Sexszenen zu setzen.“.[1]
- Die Zeitschrift Cinema schreibt, „Die märchenhaft poetischen Bilder entschädigen für Gefühle und Symbolik, die zeitweise etwas übers Ziel hinausschießen. Fazit: Gefühlsakrobatik in poetischen Bildern“.[2]
- Das Lexikon des internationalen Films meinte: „Etwas manieriert erzählt der Film seine fast schon klassische Geschichte vom Erwachen der Sinnlichkeit. Kein Film der "ernsten" Fragen, sondern eine leichte, etwas zu routiniert inszenierte Variation zum Thema Homosexualität.“[3]

### Auszeichnungen
- Der Film war für den Goldenen Bären der Berliner Filmfestspiele 1995 nominiert.
- 1996 wurden Linda Muir für das beste Kostümdesign, David Fox als bester Nebendarsteller und Pascale Bussières als beste Hauptdarstellerin bei den Genie Awards nominiert.